# Ásové

Ása-Thór „Thór z Ásů“ bojující s jotuny, Mårten Eskil Winge, 1872

Ásové, staroseversky Æsir, jsou skupinou bohů v severské mytologii sídlící ve světě Ásgardu. Jedná se o válečnická a magická božstva známá pro svou znalost run a kouzelných zpěvů jako galdra-smidir („kouzlotepci“). Druhou skupinou božstev, spojenou především s plodností a bohatstvím, jsou Vanové, kteří kdysi s Ásy vedli válku, ale posléze se smířili a tři z Vanů: Njörd, Frey a Freya se usídlili v Ásgardu a jsou počítáni mezi Ásy.
Praotcem Ásů je Búri, kterého na počátku času svým jazykem vysvobodila z ledu kráva Audhumla, zplodil syna Bora a ten pak měl s thursyní Bestlou tři syny: Ódina, Viliho a Véa. Ódin se svými bratry zabil prvotního obra Ymiho, stvořil lidstvo a stal se vládcem bohů. Přestože jsou Ásové svým původem s „obry“ – jotuny a thursy – úzce spjati, jsou jejich hlavním nepřáteli, v poslední bitvě zvané Ragnarök se s nimi střetnou a většina jich zahyne.
Ásové jsou často zmiňováni společně s álfy, což může být částečně způsobeno potřebou aliterace, ale nejspíše také principiální podobností mezi těmito bytostmi. Společně a bez nějakého jasného odlišení se tak objevují ve Vědmině písni, Hávamálu, Grímnismálu, Lokasenně a dalších textech z Poetické Eddy.
Po Ásech je pojmenována runa ansuz ve starším futharku (jednom ze způsobů zápisu runových znaků) a také Ásatrú („víra v Ásy“), jedna z forem germánského novopohanství.

## Seznam Ású
Ve výčtu Ású, bohů v Gylfiho oblouznění (jedna z částí Prozaické Eddy) je uvedeno čtrnáct bohů a čtrnáct bohyň:
1. Ódin
2. Thór
3. Baldr
4. Njörd
5. Frey
6. Tý
7. Bragi
8. Heimdall
9. Höd
10. Vídar
11. Váli
12. Ull
13. Forseti
14. Loki

1. Frigg
2. Saga
3. Eir
4. Gefjun
5. Fulla
6. Freya
7. Sjöfn
8. Lofn
9. Vár
10. Vör
11. Syn
12. Hlín
13. Snotra
14. Gna

A zvlášť ještě dvě bohyně:
- Sól
- Bil

V Jazyce básnickém (další z částí Prozaické Eddy) je uveden odlišný seznam, který některá božstva vynechává, navíc uvádí boha Hönira a bohyně Idunn, Gerd, Sygin a Nannu. Kromě toho je k Ásům řazen také moudrý Mími a zjevně k nim také náleží Ódinovi bratři: Vili, Vé a Lóður.
Příslušnost některých těchto božstev mezi Ásy je však problematická. Njörd, Frey a Freya náleží původem mezi Vany, Freyova manželka Gerd mezi jotuny a Loki je po otci jotunem.

## Etymologie
Staroseverské označení těchto božstev zní Æsir („Ásové, bohové“), zatímco singulár zní áss („Ás, bůh“), femininum je ásynja („bohyně“), plurál ásynjur („bohyně“). John Lindow považuje za možnou etymologii z výrazu pro „dech“ a navrhuje možné spojení těchto božstev s životem a životní silou. Jiné etymologie spojují jejich jméno se suverenitou a vázáním. Ve staroseverštině existuje též homonymum ass („nosník, trám, pilíř“) a někteří badatelé z toho důvodu shledávají souvislost jména Ású s dřevěnými idoly bohů. Termín lze nalézt již v raných runových nápisech, ze staroangličtiny je doloženo příbuzné os („bůh, božstvo“), z gótšiny latinizované anses („polobozi“). Snorri Sturluson, autor Mladší Eddy, spojil jméno Ásové lidovou etymologií s Asií a severská božstva chápal jako zbožštěný lid původem z Asie.